# Megabiston dorriesiaria
Megabiston dorriesiaria là một loài bướm đêm trong họ Geometridae.